# Neoamphitrite figulus
Neoamphitrite figulus är en ringmaskart som först beskrevs av Dalyell 1853.  Neoamphitrite figulus ingår i släktet Neoamphitrite och familjen Terebellidae. Arten är reproducerande i Sverige. Utöver nominatformen finns också underarten N. f. pacifica.